# Disulfură
În chimia organică, termenul de disulfură face referire la o grupă funcțională cu structura R−S−S−R′, unde legătura dintre cei doi atomi de sulf poartă numele de legătură disulfurică. În chimia anorganică, termenul se referă de obicei la anionul S2−
2 (−S−S−).